# ANZUS
Khối Hiệp ước An ninh quân sự Úc – New Zealand – Hoa Kỳ (tiếng Anh: Australia, New Zealand, United States Security Treaty gọi tắt là ANZUS) là khối quân sự bao gồm Úc và Hoa Kỳ và riêng lẻ giữa Úc và New Zealand. Mục tiêu nhằm hợp tác phòng thủ trước các cuộc tấn công trên Thái Bình Dương, tuy nhiên ngày này nghĩa này được hiểu rộng ra với bất kỳ cuộc tấn công nào trên thế giới.

## Cấu trúc của khối hiệp ước
Ban đầu đây là hiệp ước đầy đủ giữa cả ba nước. Tuy nhiên sau cuộc tranh cãi giữa Mỹ và New Zealand về quyền cập cảng New Zealand của các tàu chiến vũ trang hạt nhân Mỹ năm 1984 thì hiệp ước không còn hiệu lực giữa Mỹ và New Zealand nữa. Mặc dù vậy hiệp ước vẫn còn hiệu lực giữa New Zealand và Úc. Vì thế hiện nay Úc là nước duy nhất duy trì hiệp ước với cả hai nước còn lại.
Các hoạt động của khối quân sự này chủ yếu diễn ra giữa hai nước Mỹ và Úc. Các cơ quan phụ trách hệ thống phòng thủ của cả hai nước thường tham gia các cuộc họp thường niên. Cuộc họp này do tổng chỉ huy quân đội Mỹ tại Thái Bình Dương và tổng chỉ lực lượng phòng vệ quốc gia của Úc đứng đầu và chủ trì. Ngoài ra còn có các cuộc thảo luận dân sự và quân sự thường xuyên ở cấp độ thấp hơn. Các cuộc họp hàng năm bàn về vấn đề phòng thủ của ANZUS được diễn ra giữa bộ ngoại giao hai nước, viết tắt là AUSMIN. AUSMIN lần thứ 17 được diễn ra tại Adelaide, Úc và tháng 11 năm 2005
Không giống như NATO, ANZUS không có cấu trúc phòng thủ phối hợp hay một lực lượng chuyên biệt nào. Dù vậy trong hiệp ước quy định một số lượng các hoạt động chung khá đa dạng giữa Mỹ và Úc. Các hoạt động này bao gồm các cuộc tập trận chung trên biển, đối phó với tình huống đổ bộ, tham gia công tác trao đổi và huấn luyện sĩ quan, chuẩn hóa trang thiết bị và học thuyết quân sự. Hai nước cũng tham gia tổ chức vài cơ sở phòng thủ ở Úc, chủ yếu là các trạm mặt đất cho hệ thống cảnh báo sớm qua vệ tinh và trạm thu thông minh thu tin hiệu từ Đông Nam Á và Đông Á, đây là một phần của hệ thống ECHELON.
Trong lịch sử, 3 nước đã cùng nhau tham gia nhiều vấn đề như chiến tranh Việt Nam, Hàn Quốc, Malaysia, ly khai của Đông Timo, phức tạp chính trị ở Đài Loan, hạt nhân của bán đảo Triều Tiên và cuộc chiến chống khủng bố.

## Lịch sử và tình hình hiện tại
Khối hiệp ước bắt đầu xuất phát từ mối liên hệ gần gũi về quân sự giữa 3 nước trong thời kỳ chiến tranh thế giới lần thứ II. Vào thời gian khi Úc đang đứng trước nguy cơ bị Nhật Bản xâm chiếm. Kết thúc chiến tranh, Mỹ mong muốn bình thường hóa quan hệ với Nhật Bản, đặc biệt là chiến tranh Nam Bắc Triều Tiên khiến Mỹ và Nhật Bản càng mâu thuẫn. Với sự tham gia của cả Trung Quốc và Liên Xô trong chiến tranh Triều Tiên, chiến tranh lạnh có nguy cơ trở thành chiến tranh thế giới thứ 3. Tuy nhiên Úc và New Zealand lại cực lực phản đối việc thông qua một hiệp định hoà bình với Nhật Bản, điều mà sẽ cho phép Nhật Bản khả năng tái thiết vũ khí. Cả hai nước chỉ nhượng bộ khi một hiệp ước an ninh ba bên được ký kết với sự chấp nhận của Mỹ.
Hiệp ước được ký kết tại San Francisco vào ngày 1 tháng 9 năm 1951, chuyển thành khối quân sự vào 29 tháng 4 năm 1952. Hiệp ước quy định ba nước sẽ cùng thảo luận và nhìn nhận về bất cứ cuộc tấn công vũ trang nào trong khu vực Thái Bình Dương. Nếu cuộc tấn công được coi là ảnh hưởng đến hòa bình và an ninh của mỗi nước cũng như các nước khác. Hiệp định bắt đầu bằng:"Nhóm sẽ thảo luận chung khi có bất cứ thành viên nào kiến nghị rằng có sự vi phạm toàn vẹn lãnh thổ, độc lập chính trị hoặc an ninh của bất kỳ thành viên nào bị đe trong khu vực Thái Bình Dương ".
Ba quốc gia cũng cam kết sẽ duy trì và phát triển cả riêng lẻ lẫn cùng nhau khả năng chống đỡ các cuộc tấn công.
Đến năm 1985 có sự biến đổi quan trọng trong khối liên minh. New Zealand và Úc đã có mối bất hòa từ lâu với sức mạnh hạt nhân của Pháp và Mỹ, hai nước đã thử nghiệm hạt nhân trên các đảo Nam Thái Bình Dương. Với sự thắng lợi của đảng Lao động ở New Zealand năm 1984, thủ tướng David Lange đã đề ra chính sách ngăn cấm tàu hạt nhân hoặc tàu trang bị vũ khí hạt nhân sử dụng các cảng của New Zealand, trích dẫn về sự nguy hiểm của vũ khí hạt nhân và sự thử bom hạt nhân ở các đảo Nam Thái Bình Dương, đối đầu với chính sách chống lại Liên Xô của tổng thống Mỹ Ronald Reagan. Do Hải quân Mỹ không thừa nhận nhưng cũng không phủ nhận việc có tàu hạt nhân của mình ở các cảng của New Zealand, nên các điều luật có hiệu lực từ chối tất cả các tàu của Hải quân Mỹ. Tháng 2 năm 1985, yêu cầu cập cảng cho tàu USS Buchaman của Mỹ bị New Zealand từ chối do tàu này có khả năng trang bị và phóng ngư lôi hạt nhân. Sau khi thảo luận với Úc và sau khi thương lượng với New Zealand thất bại, Mỹ thông báo đình chỉ vô thời hạn hiệp ước với New Zealand cho đến khi tàu của hải quân Mỹ được phép cập cảng New Zealand trở lại. Cuộc khủng hoảng lúc đó đã trở thành trang đầu của các tờ báo nước Mỹ trong nhiều tuần, trong khi các thành viên nội các cho rằng nước Mỹ đã bị phản bội. Thực tế việc David Lange đã đưa New Zealand rút khỏi ANZUS là không chính xác. Ông không làm gì cả, có điều chính sách của chính phủ New Zealand khiến cho Mỹ quyết định chấm dứt hiệp ước với New Zealand.
Ngày nay Mỹ đang tìm cách nối lại quan hệ với New Zealand, đặc biệt là trong vấn đề Afghanistan và tái thiết Iraq. Trợ lý cho Ngoại trưởng Mỹ về các vấn đề ở Đông Á và Thái Bình Dương phát biểu rằng: "Hơn là cố gắng thay đổi quan điểm của nhau về vấn đề hạt nhân, một vấn đề đã gần như là một di tích, tôi nghĩ chúng ta nên thảo luận về những gì chúng ta có thể làm cùng nhau".